# نوتر-دام-ده-پرری، کبک
نوتر-دام-ده-پرری (به فرانسوی: Notre-Dame-des-Prairies) شهرکی در منطقه شهری ژولیت ناحیه لانودییر در استان کبک کانادا است. در سرشماری سال ۲۰۱۱ این شهرک ۸٬۰۹۲ نفر جمعیت داشته‌است و مساحت آن ۱۷٫۷۴ کیلومتر مربع است.